# Marshall Cavendish
Marshall Cavendish (укр. Маршал Кавендіш) — дочірня компанія Times Publishing Group, спеціалізується на видавництві книг та журналів. Marshall Cavendish засновано у Великій Британії у 1968 році Норманом Маршалом і Патріком Кавендішем. Times Publishing Group купила компанію у 1980 році.
Компанія опублікувала більш ніж 150 колекційних видань по всьому світу. Ринок компанії нараховує близько 20 країн, включаючи Україну. В Україні та в Росії відома як видавець журналів-партворків) «Дерево пізнання» та «Азбука здоров'я».
Інші колекційні видання, які випускались в інших країнах: «Як це працює» (англ. How It Works), «Зображення війни» (англ. Images of War), «Зодіак» (англ. Zodiac) та інші.